# Pinguinus
Pinguinus es un género de aves caradriformes de la familia Alcidae.

## Especies
Comprende dos especies, ambas extintas:
- Pinguinus alfrednewtoni Olson, 1977[3]
- Pinguinus impennis (Linnaeus, 1758)[2]